# Arturo Dalhuisen
Arturo Dalhuisen (Bogota, 12 mei 1984) is een Nederlandse kok van Colombiaanse afkomst. Hij stond onder meer aan de leiding van sterrenkeukens The White Room (2016-2019) en Voltaire (2022-2024).

## Jonge jaren

### Jeugd
Dalhuisen is geboren in de Colombiaanse hoofdstad Bogota. Hij werd geadopteerd en groeide op in Holten, als zoon van een wethouder. Hij volgde de koksopleiding van het ROC van Twente. Toen hij in zijn jeugd door een blessure beperkt werd in het sporten, heeft hij zich op koken gericht. Hij stond voor het eerst in een professionele keuken bij wegrestaurant De Poppe in Markelo. Daarna werkte hij bij verschillende sterrenzaken, waaronder De Swarte Ruijter en Valuas. In 2005 gaat Dalhuisen in België aan de slag als souschef bij De Jonkman.

### De Leest
In 2009 ging Dalhuisen aan de slag bij De Leest, op dat moment onderscheiden met twee Michelinsterren. Hij groeide door en werd in 2013 souschef onder Jacob Jan Boerma. In datzelfde jaar werd bekend dat De Leest, als vierde restaurant in de Nederlandse geschiedenis, een derde Michelinster zou krijgen.

## Chef-kok

### The White Room
In 2016 opende Jacob Jan Boerma een tweede restaurant: The White Room, in Grand Hotel Krasnapolsky in Amsterdam. Dalhuisen werd de chef-kok van de eetgelegenheid, hij behaalde in 2017 een Michelinster. Het restaurant had op dat moment 15 van de 20 punten in de GaultMillau-gids. The White Room stond in 2019 op nummer 51 van de beste restaurants van Nederland, in de culinaire gids Lekker.
In 2019 nam Dalhuisen afscheid van The White Room, hij is opgevolgd door Randy Karman. Het restaurant heeft ondanks de wissel de Michelinster behouden. Na zijn vertrek bij The White Room had Dalhuisen verschillende kortstondige projecten, waaronder een pop-uprestaurant.

### Voltaire
Naast het restaurant in de hoofdstad, opende Boerma in 2017 nog een eetgelegenheid. Restaurant Voltaire  in Leersum is gelegen in Kasteel Broekhuizen, in de Utrechtse Heuvelrug. Enkele jaren later sluit hij De Leest en richt zich meer op deze nieuwe zaken.
In 2021 is bekend geworden dat Dalhuisen in 2022, chef-kok zal worden van restaurant Voltaire. De eetgelegenheid heeft sinds 2018 een Michelinster. Het verkreeg de onderscheiding onder leiding van twee andere koks die ook al eerder onder Jacob Jan Boerma werkte: Thomas Diepersloot en Robert Poel.
In juli 2024 werd bekend dat Dalhuisen het restaurant heeft verlaten. Zijn rol werd overgenomen door de sous-chefs Ivanildo Kamperveen en Falco Lens die al werkzaam waren voor het restaurant. Sterrenchef Soenil Bahadoer werd de nieuwe adviseur van de eetgelegenheid.

## Trivia
- Arturo Dalhuisen won in 2010 op de Horecava het NK Jonge Koks tot 25 jaar.[11]